# Policyjna opowieść 2
Policyjna opowieść 2 lub Historia policyjna 2 (tytuł oryg. Ging chaat goo si juk jaap) – hongkoński film wydany 20 sierpnia 1988 roku. Reżyserem jest Jackie Chan, który napisał również scenariusz do filmu.

## Fabuła
Jackie Chan postanawia zrobić sobie wakacje, jednak gangsterzy nie dają mu odpocząć. Hongkong został sterroryzowany przez gang, który niszczy różne budynki. Jackie Chan po powrocie odkrywa kto jest szefem gangu, gangsterzy także wiedzą na jego temat dużo. Porywają jego dziewczynę aby Chan walczył przeciwko policji i by zaprzestał dalszego śledztwa. Jednak Chan nie da się złym gangsterom. Rusza na pomoc swojej dziewczynie i by pokonać bandytów.

## Obsada
Źródło: Filmweb

- Bill Tung – wujek Bill
- Jackie Chan – Kevin
- Angile Leung – policjantka
- Siu-Ming Lau
- Ching Wan Lau – człowiek CID
- Billy Lau – kierowca
- Kwok-Hung Lam – Raymond, dyrektor
- Ben Lam – wysoki bandzior
- Benny Lai – głuchy bandzior
- Shan Kwan – prezydent Fung

## Odbiór
Film zarobił 34 151 609 dolarów hongkońskich w Hongkongu.
W 1989 roku podczas 8 edycji. Hong Kong Film Awards film zdobył nagrodę Hong Kong Film Award w kategorii Best Action Choreography.